# 한국여우
여우(학명: Vulpes vulpes peculiosa, Korean red fox)는 한반도에 서식하는 붉은여우의 아종이다. 한때는 한반도 전역에 걸쳐 서식하였으나 남획과 쥐약으로 인해 거의 멸종된 상태로 현재도 복원 중에 있다.

## 남한에서의 여우 멸종
여우는 해방 당시만 해도 한반도 전역에 걸쳐서 분포하던 동물이었으며, 한국의 역사를 통틀어 몹시 오래 전 부터 존재했던 동물 중 하나였기에 한국 문화에서 여우와 관련된 설화나 속담 등이 있는 등 큰 지분을 차지하고 있어 친숙하게 여겨지는 동물 중 하나로 여겨졌다. 하지만 6.25 전쟁 발발부터 1970년대까지 쥐잡기 운동의 일환으로 투약된 쥐약과 청산가리를 먹고 죽은 설치류나 야생동물의 사체를 먹어 많은 수가 2차 중독으로 죽게 되었고, 올무나 덫을 이용한 남획, 모피를 얻기 위한 남획, 과도한 개발로 인한 서식지 파괴로 수가 줄어들어 결국 1987년에 지리산에서 잡힌 것을 마지막으로 사라진 것으로 보고 있었다. 하지만 지금은 풍기에 있는 국립공원공단의 복원센터에서 대략 60마리 정도의 여우들을 보호 및 증식에 노력하고 있다.

## 남한에서의 여우 발견
2004년 강원도에서 영산시 모 회원들이 여우의 사체를 발견하였는데, 환경부에서 죽은 사체를 조사하였지만 죽은 원인을 찾지 못하였다. 유전자는 토종여우와 흡사했으나 중국이나 러시아 지역에서 들어온 사육여우일 가능성도 있었다. 최근의 남한에서의 야생여우 발견은 부산대 조경학과 홍석환 교수가 2014년 5월 경남 밀양 가지산도립공원 인근에 나타난 여우의 사진과 동영상을 촬영한 것으로 이 여우도 양구 여우와 같이 자생여우인지 사육 개체인지 알 수 없다.
복원 사업 이후 2020년 청주 시내에 여우가 돌아다녀 화제가 되었다. 2021년에도 소백산에서 방사한 여우가 강릉에서 발견되었다.

## 남한에서의 여우 복원
현재 소백산에서 여우의 복원을 추진 중에 있으며(국립공원연구원), 서울대공원에서는 중국과 조선민주주의인민공화국에서 여우와 동일한 유전자를 가진 종을 들여와 복원을 추진하고 있다.
여우의 야생 수명은 4~6년이고 번식 주기도 매우 짧아 매우 빠른 속도로 복원을 진행할 수 있다. 2023년 경 여우의 개체수가 약 180마리로 늘어나, 복원 프로젝트가 성공적으로 진행되고 있음을 알렸다. 경상북도 영주시 국립공원야생동물보전원에서는 여우의 개체수가 늘어 자동차에 치이는 여우들이 생겨, 로드킬을 주의하라는 안내 표지판을 설치했다. 여우 복원 산업은 대체적으로 순항적이지만, 불법 창애 설치 문제로 다리를 잃는 여우들이 생겨나고 있어 어려움을 겪고 있다.
과거에 "불법 밀렵을 하던 개장수 한 명이 여우를 포획하고 밀수하던 도중 토종 여우인 것을 발견했고, 서울대학교 전문 인력들도 번식시키지 못했던 여우를 밀수하던 개장수가 비법을 알아내 성공시켜 여우 복원에 기여했기에 밀수에 대한 처벌을 면제받았다" 라는 이야기가 있었지만, 이는 공식적으로 사실이 아닌것으로 밝혀졌으며 실제로는 그 당시 개장수가 적발이 되었다는 이야기가 와전된 것이다. 개장수가 아닌 대한민국 환경부에서 북한 및 중국 지역에서 토종 여우와 DNA가 일치하는 개체를 데려와 복원을 진행한 것이라고 밝혔다.
한반도의 생태계는 포식자의 종류가 너무 적어, 멧돼지나 고라니 등의 초식 동물들의 개체수가 지나치게 늘어 사회적인 문제가 될 정도인데, 그 중간 포식자의 역할을 하는 동물이 여우이기에 여우를 복원시키는 것으로 결정되었다. 시베리아호랑이, 아무르표범과 같은 대형 포식자들은 민가로 내려올 경우 인명피해 등 매우 치명적인 피해를 줄 수 있었고, 여우는 사람을 회피하는 성향이 강하기에 인간과 큰 경쟁이 일어나지 않을 것으로 예상했던 것이었다.

## 같이 보기
- 한국의 포유동물
- 붉은여우